# Bengt Furbäck
Bengt Lennart Furbäck, född 11 juli 1931 i Göteborgs domkyrkoförsamling, Göteborg, död 19 januari 1991 i Österåkers församling, Stockholms län, var en svensk ämbetsman.
Furbäck diplomerades vid handelshögskolan i Göteborg 1961 och hade uppdrag för professor Ulf af Trolle 1958–1967. Han blev ekonomichef vid Poststyrelsen 1967, departementsråd vid Kommunikationsdepartementet 1969 samt statssekreterare 1976. Han var generaldirektör och chef för Statens Järnvägar 1978–1988.